# Anziling
Anziling (kinesiska: 安子岭乡, 安子岭) är en socken i Kina. Den ligger i provinsen Hebei, i den norra delen av landet, omkring 140 kilometer nordost om huvudstaden Peking.
Genomsnittlig årsnederbörd är 880 millimeter. Den regnigaste månaden är juli, med i genomsnitt 246 mm nederbörd, och den torraste är januari, med 2 mm nederbörd.